# 로즈메리 포사이스

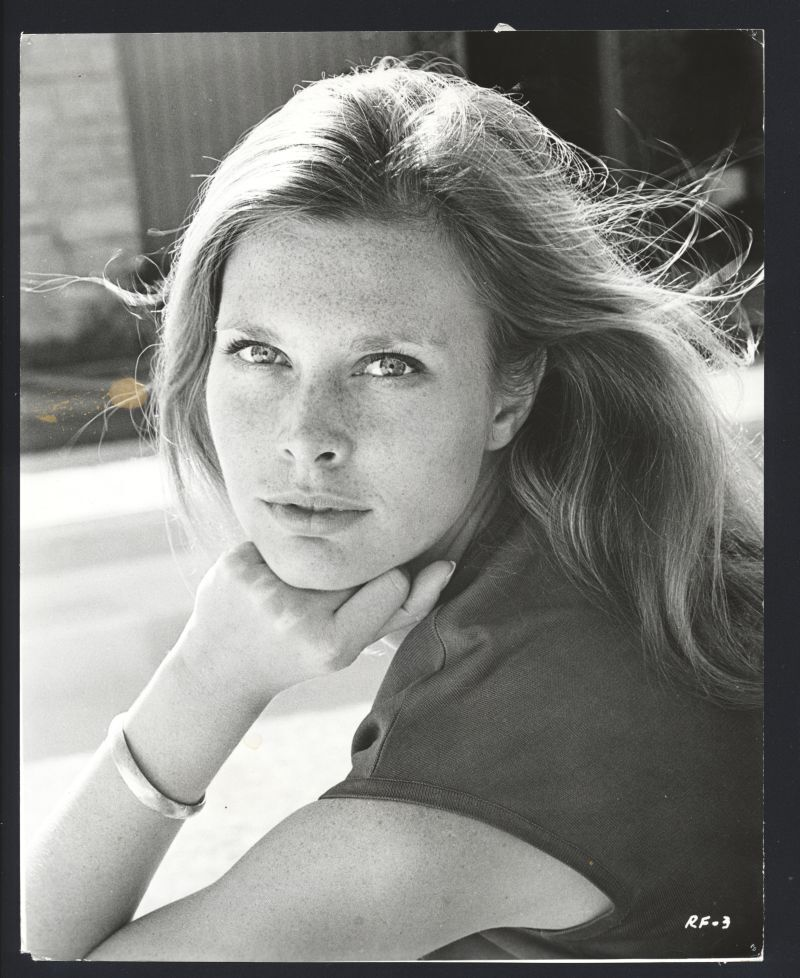

로즈메리 포사이스(Rosemary Forsyth, 1943년 7월 6일 ~ )는 미국의 텔레비전 배우, 영화배우이다.
몬트리올에서 태어났다.

## 방송
- 우리 생애 나날들

## 영화
- 위드아웃 어 트레이스 1 (2002년)
- 화성의 유령들 (2001년)
- 걸 (1999년)
- 데이라잇 (1996년) - 미즈 런던 역
- 더 오더 우먼 (1995년)
- 시카고 메디컬 (1994년)
- 에덴으로 가는 비상구 (1994년)
- 폭로 (1994년) - 스테파니 캐플란 역
- 살인 법정 (1993년)
- 내쉬빌 비트 (1989년)
- 비엔나의 우정 (1988년)
- 사랑의 곡예사들 (1988년)
- 글래디에이터 (1986년)
- 달리는 사이먼 (1981년)
- 꿈꾸는 낙원 (1978년)
- 달라스 (1978년)
- 위기의 핵잠수함 (1978년)
- 블랙 아이 (1974년) - 미스 프란시스 역
- 원 리틀 인디언 (1973년)
- 우리 생애 나날들 (1965년)
- 워 로드 (1965년)
- 셰넌도어 (1965년)